# Isabelle Rèbre
Isabelle Rèbre est une réalisatrice française.

## Biographie
Isabelle Rèbre a réalisé des films documentaires, dont plusieurs portraits d'artistes qui interrogent l’acte de création. Dans Pollock & Pollock, elle  retrace la trajectoire des peintres américains Charles et Jackson Pollock à partir de la correspondance familiale. Le long-métrage sort en salle en 2023.
À partir de 2012, elle amorce une réflexion sur l’usage de la photographie au cinéma et son rôle dans le travail de la mémoire et du deuil. Elle écrit un essai intitulé « La dernière photographie » analysant le rôle du portrait photographique d’une femme dans "Sarabande" (2003), le dernier film de Ingmar Bergman. Elle poursuit ensuite cette recherche dans des films-essais. En 2021, elle soutient une thèse en études cinématographiques sous la direction de Christa Blümlinger, intitulée « Figures du deuil et du photographique. Formes du film-essai chez Naomi Kawase, Alain Cavalier et David Perlov »,.
Elle fait des conférences (ateliers Varan, festival de la Rochelle) sur ce thème et anime des workshops autour des rapports entre cinéma et photographie.
Elle est cofondatrice de Cap Etoile, une coopérative artistique pluridisciplinaire née à Montreuil en 2004. Elle y mène des ateliers d’écriture et intervient comme dramaturge. Elle est également l’auteure de deux pièces de théâtre mises en scène par Bernard Bloch : "Moi quelqu’un" (1997) à partir d’une interview de Khaled Kelkal créée au Bateau Feu à Dunkerque et "Fin" (2015) créée à la Scène Nationale de Vandoeuvre-les-Nancy.
De 1994 à 2010, elle est productrice à France Culture pour les Nuits Magnétiques et Surpris par la Nuit où elle signe de nombreux documentaires.
En 2001, elle écrit un diptyque radiophonique intitulé Ton 8 mai 1945 et le mien, avec une partie en France et l’autre en Algérie. Le texte sera publié par François Bon sur Publie.net.
Avec Benoît Artaud, elle crée en 2004 une rubrique sonore dans la revue "Vacarme".

## Filmographie

### Courts et moyens métrages
- 1991 : Parlez-moi d'amour. Dialogue avec Lucien Israël, 43 min, film documentaire, La Compagnie de l'Observatoire. Edition d'un DVD par MIRA.
- 1991 : La correspondance Strauss-Hofmannsthal, film documentaire, Arte Théma.
- 1993 : L'histoire des pompes avant qu'elles ne soient funèbres, court-métrage de fiction avec Paul Allio et Sylvie Mihaud, Pitiwaf Nelson Production.
- 2001 : Charles Rojzmann, thérapeute social, film documentaire 43 min, Arte Théma.
- 2003 : André S. Labarthe de la tête aux pieds, portrait du cinéaste, 43 min, film documentaire, prod. L'Œil sauvage, Ciné Cinéma, INA.
- 2004 : L'Eau du bain, Film documentaire, 52 min, production VLR. Le déménagement d'un service psychiatrique de Perray Vaucluse[4].
- 2006 : Après la colère, Film documentaire, 52 min, Arte. À la rencontre de jeunes manifestants contre le CPE.
- 2007 : La Peinture de Jean Rustin, film documentaire, 61 min, Senso Films.
- 2013 : Ricardo Cavallo ou le rêve de l’épervier, film documentaire 52 min, Senso Films et À Gauche en montant.

Publication d'un livret-DVD aux Editions de l'Oeil.

### Long métrage
2023 : Pollock et Pollock

### Nominations
- 1992 : Sélection au festival International de vidéo de Montbéliard et prix spécial au festival du Film Psychiatrique de Lorquin pour Parlez-moi d'amour
- 1993 : Prix Spécial du jury au festival de Stuttgart pour L'Histoire des pompes avant qu'elles ne soient funèbres
- 2003 : Sélection d'André S. Labarthe de la tête aux pieds aux Etats Généraux de Lussas
- 2004 : Sélection au festival du film psychiatrique de Lorquin pour L'eau du bain et au festival Songe d'une nuit DV à St Denis
- 2007 : Sélection au Festival Traces de vie de Clermont-Ferrand pour La peinture de Jean Rustin
- 2013 : Sélection au festival de Douarnenez pour Ricardo Cavallo ou le rêve de l'épervier
- 2021 : Filaf d'argent pour Pollock&Pollock au Festival International du Film d'Art de Perpignan
- 2022 : Prix de la meilleure production et prix du meilleur artiste à l'Arte non-stop Festival de Buenos Aires pour Pollock&Pollock et sélection au festival Master of art de Sofia.

## Publications
- Moi quelqu’un, Actes Sud Papier, 1998
- Les Métiers de l'audiovisuel, Studyrama, 1998
- Ton 8 mai 1945 et le mien, Publie.net, 2008
- La Dernière Photographie. Sarabande de Ingmar Bergman, Bruxelles, La Lettre volée, coll. « Palimpseste », 2017